# Together (John Farnham)
Together è il sesto album di John Farnham, pubblicato nel 1972 per l'etichetta EMI. Il disco è un duo con Allison Durbin.

## Tracce
1. "Baby Without You" - 2:27
2. "The Green Green Grass Is Dying" - 2:44
3. "You're Alright with Me" - 2:26
4. "Stay Awhile" - 3:29
5. "I Don't Mind the Rain" - 2;28
6. "Singing Our Song" - 2:54
7. "That's Old Fashioned" - 3:13
8. "Come on Round to My Place" - 2:16
9. "Aint Nothing Like the Real Thing" - 2:17
10. "Nobody Knows" - 2:26
11. "Better Put Your Love Away" - 2:32
12. "Get Together" - 3:22